# Camilla van der Meer Söderberg
Camilla Annika Birgitta Van Der Meer Söderberg, född 7 november 1963, är en svensk radioproducent, regissör och skådespelare. Hennes föräldrar hade socialradikala politiska idéer och tog bland annat hand om alkoholister, narkomaner och hade fosterbarn. Hon har arbetat som radioproducent på Sveriges radio och även regisserat deras radiojulkalendrar 2013 och 2014. Hon har regisserat teater för Dramalabbet, samt regisserat Nour El Refais och Moa Svans stand-up föreställning En komisk depression. Van der Meer Söderberg har också arbetat som skådespelare för Dramalabbet.

## Teaterproduktioner i urval

### Regi
| År   | Produktion                                      | Scen          |
| ---- | ----------------------------------------------- | ------------- |
| 2012 | I huvudet på Robert                             | Dramalabbet   |
| 2012 | Den stora efterfesten Johanna Emanuelsson       | Dramalabbet   |
| 2016 | En komisk depression Nour El Refai och Moa Svan | Södra teatern |
| 2021 | En komisk depression Nour El Refai och Moa Svan | Riksteatern   |

### Som skådespelare
| År   | Produktion                             | Regi                | Scen                      |
| ---- | -------------------------------------- | ------------------- | ------------------------- |
| 2006 | Jenny Mörck har inga naturliga fiender | Anna-Lina Hertzberg | Dramalabbet               |
| 2006 | Gymnasterna Malin Edwall               | Malin Edwall        | Dramalabbet               |
| 2021 | Växeltelefonisten Malin Edwall         | -                   | Kulturkompaniet Stockholm |

## Radioproduktioner i urval
| År   | Roll      | Produktion                                                        | Kanal          |
| ---- | --------- | ----------------------------------------------------------------- | -------------- |
| 2009 | Producent | Knarket                                                           | Sveriges radio |
| 2013 | Regi      | Alla barnen firar jul (julkalender) Måns Gahrton och Johan Unenge | Sveriges radio |
| 2014 | Regi      | High Tower (julkalender) Aziza Dhaouadi och Andreas Lindgren      | Sveriges radio |